# Cimaas

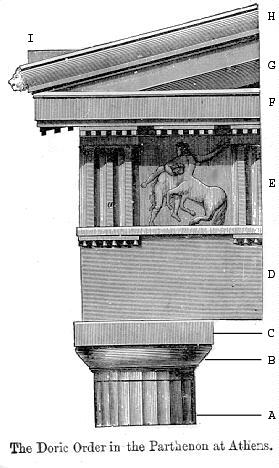
Onderdelen van het Dorische hoofdgestel: A: Zuil, B: Kapiteel, C: Abacus of impost, D: Architraaf, E: Triglief en metope, F: Geison, G:Timpaan of fronton, H: Cimaas, I: Akroterion

De cimaas, sima of gootlijst is in de klassieke bouwkunst een onderdeel van het hoofdgestel. Het vormt het bovenste gedeelte van de kroonlijst en bevindt zich direct boven het geison of de corona.
De cimaas bestaat vaak uit de combinatie van een hol en een bol profiel. De sima bevond zich langs de lange zijden van een tempel en langs de schuine zijden van het fronton, maar niet langs de rechte onderzijde van het fronton, omdat een gootlijst daar geen functie zou hebben.
De sima van de Ionische orde werd aan de zijkant van tempels voorzien van gebeeldhouwde leeuwenkoppen. Eén boven het midden van elke zuil en daartussen steeds ter hoogte van het midden van elke daktegel. Alleen de koppen boven de zuilen werden doorboord en dienden als waterspuwer.